# La Vega (tỉnh)

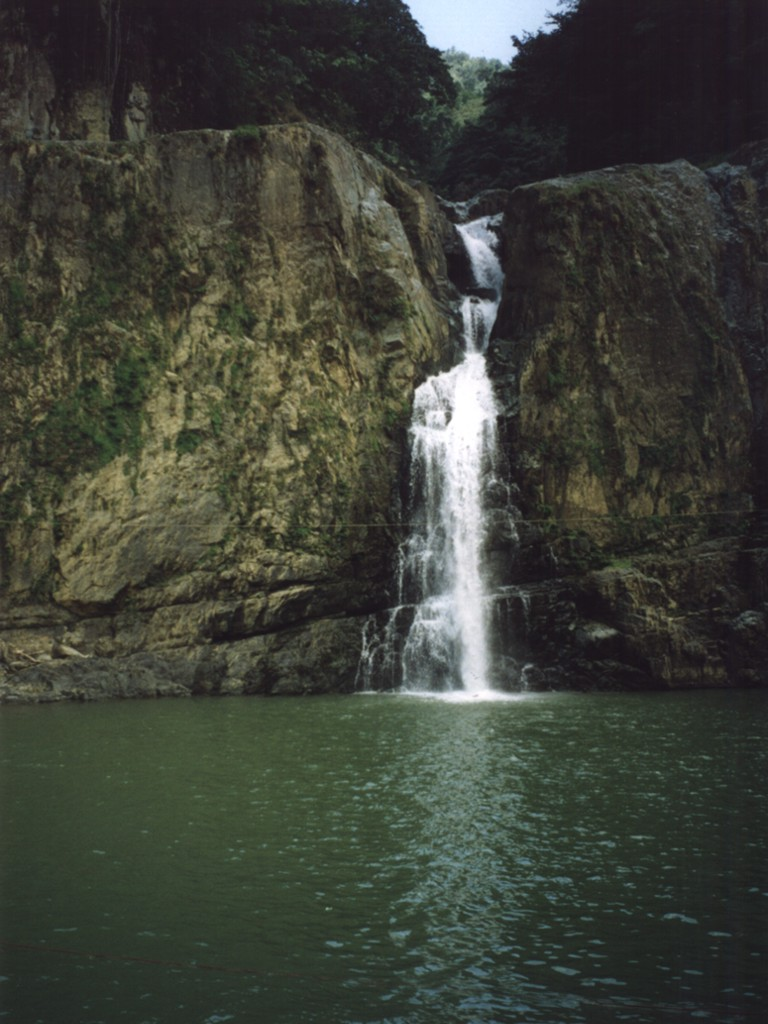
Saltos de Jimenoa, Jarabacoa

La Vega là một tỉnh của Cộng hòa Dominica. Cho đến năm 1992, khu vực vẫn thuộc một phần của tỉnh Monseñor Nouel.

## Các đô thị và các huyện đô thị
Đến thời điểm ngày 20 tháng 10 năm 2006, tỉnh này được chia thành đô thị (municipio) và các huyện đô thị (distrito municipal - D.M.):
| - Concepción de La Vega - El Ranchito (D.M.) - Río Verde Arriba (D.M.) - Constanza - La Sabina (D.M.) - Tireo (D.M.) - Jarabacoa - Buena Vista (D.M.) - Jima Abajo - Rincon (D.M.) |

Dưới đây là bảng các đô thị và huyện đô thị.
| Name                  | Tổng dân số | Dân số đô thị | Dân số nông thôn |
| --------------------- | ----------- | ------------- | ---------------- |
| Concepción de la Vega | 339145      | 153016        | 186129}}         |
| Constanza             | 69804       | 47560         | 22244}}          |
| Jarabacoa             | 76780       | 38971         | 37809}}          |
| Jima Abajo            | 25983       | 14385         | 11598}}          |
| La Vega province      | 511712      | 253932        | 257780}}         |